# Тржебинские
Тржеби́нские (пол. Trzebiński) — польский дворянский род одноименного герба.
Происходят от Игнатия Тржебинского, который будучи Камергером Двора Короля Польского Станислава Августа пожалован в 1792 году Орденом Св. Станислава.

## Описание герба
В красном поле серебряное стропило. В навершии шлема те же изображения, что и в первообразном гербе Габданк. Герб Габданк 2 (употребляют: Тржебинские) внесен в Часть 2 Гербовника дворянских родов Царства Польского, стр. 120.